# Orthogalumna terebrantis
Orthogalumna terebrantis är en kvalsterart som beskrevs av Wallwork 1965. Orthogalumna terebrantis ingår i släktet Orthogalumna och familjen Galumnidae. Inga underarter finns listade i Catalogue of Life.